# Компонувальник (шаблон проєктування)
Компонувальник, Composite — структурний шаблон який об'єднує об'єкти в ієрархічну деревоподібну структуру, і дозволяє уніфіковане звертання для кожного елемента дерева.

## Призначення
Дозволяє користувачам будувати складні структури з простіших компонентів. Проєктувальник може згрупувати дрібні компоненти для формування більших, які, в свою чергу, можуть стати основою для створення ще більших.

## Структура

Ключем до паттерну компонувальник є абстрактний клас, який є одночасно і примітивом, і контейнером(Component). У ньому оголошені методи, специфічні для кожного виду об'єкта (такі як Operation) і загальні для всіх складових об'єктів, наприклад операції для доступу і управління нащадками. Підкласи Leaf визначає примітивні об'єкти, які не є контейнерами. У них операція Operation реалізована відповідно до їх специфічних потреб. Оскільки у примітивних об'єктів немає нащадків, то жоден з цих підкласів не реалізує операції, пов'язані з управління нащадками (Add, Remove, GetChild).
Клас Composite складається з інших примітивніших об'єктів Component. Реалізована в ньому операція Operation викликає однойменну функцію відтворення для кожного нащадка, а операції для роботи з нащадками вже не порожні. Оскільки інтерфейс класу Composite відповідає інтерфейсу Component, то до складу об'єкта Composite можуть входити і інші такі ж об'єкти.

## Учасники
- Component (Component)

Оголошує інтерфейс для компонованих об'єктів;
Надає відповідну реалізацію операцій за замовчуванням, загальну для всіх класів;
Оголошує єдиний інтерфейс для доступу до нащадків та управління ними;
Визначає інтерфейс для доступу до батька компонента в рекурсивної структурі і при необхідності реалізує його (можливість необов'язкова);
- Leaf (Leaf_1, Leaf_2) — лист.

Об'єкт того ж типу що і Composite, але без реалізації контейнерних функцій;
Представляє листові вузли композиції і не має нащадків;
Визначає поведінку примітивних об'єктів в композиції;
Входить до складу контейнерних об'єктів;
- Composite (Composite) — складений об'єкт.

Визначає поведінку контейнерних об'єктів, у яких є нащадки;
Зберігає ієрархію компонентів-нащадків;
Реалізує пов'язані з управління нащадками (контейнерні) операції в інтерфейсі класу Component;

## Переваги
- Клієнти використовують інтерфейс класу компонентів для взаємодії з об'єктами у складній структурі.
- Якщо виклик здійснюється в листок, запит обробляється безпосередньо.
- Якщо виклик до Composite, він пересилає запит до своїх дочірніх компонентів.

## Вади
- Як тільки деревоподібна структура визначена, композитний дизайн робить дерево надто загальним.
- У конкретних випадках важко обмежити компоненти дерева лише окремими типами.
- Для забезпечення обмеження програма повинна спиратися на перевірки виконання часу, оскільки вона не може використовувати систему типу мови програмування.